# Płucotchawki
Płucotchawki, płuca książkowe, worki płucne, płuca blaszkowate — narząd oddechowy występujący u wielu pajęczaków i u niektórych owadów. Płucotchawki pajęczaków znajdują się na odwłoku (u postaci dojrzałych – na jego brzusznej stronie), w liczbie od 1 do 4 par. Są to grzebykowate, spłaszczone rozgałęzienia pni tchawkowych, omywane przez hemolimfę transportującą gazy oddechowe. 
Worki płucne są filogenetycznie starsze niż tchawki. Na podstawie rozwoju embrionalnego można wnioskować, że są to przekształcone odnóża wodnych przodków pajęczaków, które w procesie ewolucji przyrosły krawędziami do brzusznej powierzchni ciała. W rezultacie ich powierzchnie oddechowe (płatki płucne) znalazły się w zamkniętej przestrzeni. Wewnątrz płatków płucnych znajdują się zatoki krwionośne, a zlepianiu się poszczególnych płatków płucnych zapobiegają kosmki chitynowe. 
Pojedyncza płucotchawka składa się z komory, do której prowadzi przetchlinka. Wewnątrz komory znajdują się równolegle położone silnie unaczynione płytki. Powietrze przechodząc między płytkami, oddaje hemolimfie tlen, a z niej do powietrza dostaje się dwutlenek węgla. 
Wśród krajowych pajęczaków płucotchawki występują tylko u pająków, równocześnie z tchawkami. U pozostałych występujących w Polsce pajęczaków (kosarze, zaleszczotki i roztocze) występują tylko tchawki.
U skorpionów występują cztery pary worków płucnych (płucotchawek).